# 血管新生
血管新生（けっかんしんせい、英: Angiogenesis）は、既存の血管から新たな血管枝が分岐して血管網を構築する生理的現象である。広義では胚形成期において新たに血管が作られる脈管形成（英: Vasculogenesis）も含めて血管新生と呼ぶが、厳密にはこれらは区別される(本稿では狭義の血管新生について述べる)。創傷治癒の過程では血管新生が生じることが知られているほか、血管新生は慢性炎症や悪性腫瘍の進展においても重要な役割を担っている。

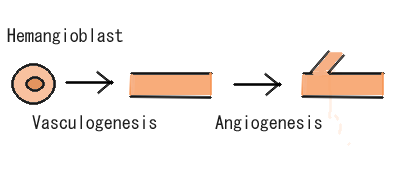
血管芽細胞(Hemangioblast)から分化した血管内皮細胞は新しい血管の形成に関与する。この血管形成の初期の過程が脈管形成である。一方、既存の血管から新たな血管が出芽して血管網が再構築される過程を血管新生と呼ぶ。

## 概要
血管新生の過程はいくつかのステージに分けられる。血管新生を促進する作用を持った増殖因子である血管内皮増殖因子(Vascular Endothelial Growth Factor、VEGF)は癌細胞などにより産生されることが知られている。VEGFは内皮細胞細胞膜上に発現している血管内皮細胞増殖因子受容体に結合し、この受容体の刺激により活性化された内皮細胞はタンパク質分解酵素の一種であるマトリックスメタロプロテアーゼ(MMP)を放出する。MMPは血管の基底膜及び細胞外マトリックスを分解し、血管透過性を亢進させる。さらに内皮細胞の細胞外マトリックスへの遊走及び増殖により新しく直鎖状の血管が作られ、その周囲は平滑筋細胞や血管壁細胞により支持されて安定した血管となる。

## 生理的血管新生

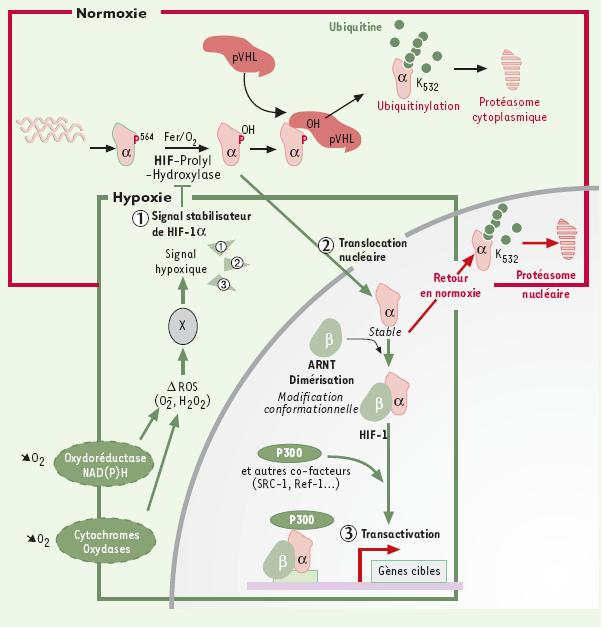
正常酸素圧(図中赤枠)ではHIF-1αは水酸化を受けることによりユビキチン化酵素であるpVHLにより認識され、プロテアソーム依存的な分解を受ける。一方、低酸素下(図中緑枠)ではHIF-1αの分解は生じない。HIF-1αは核内移行した後に転写因子として働き、VEGF等の遺伝子の転写活性化を引き起こす。

内皮細胞は非常に寿命が長い細胞であり、成体において内皮細胞の細胞分裂はほとんど生じないが一部の生理的現象において血管新生を生じる場合がある。具体的には創傷治癒の過程や子宮内膜等が挙げられる。

## 悪性腫瘍における血管新生
癌の進展はイニシエーション(第1段階、不死化)、プロモーション(第2段階、増殖)、プログレッション(第3段階、転移及び浸潤)の過程を経て行われる。これらのうち、プログレッションの段階に血管新生が関与している。癌の病巣の特徴として栄養不足、細胞外の低pHそして血流が不足することによる酸素不足(低酸素)状態が挙げられる。癌細胞はこのハードな条件下において新たに血管網を形成することにより病巣への血流を増加し低酸素状態を脱しようとする。血流の増加は転移経路の確保にもつながっている。低酸素条件化においては転写因子である低酸素誘導因子(Hypoxia Inducible Factor、HIF)-1αが働き、種々の遺伝子の転写を亢進させる。HIF-1αは正常酸素圧下でも産生はされるがタンパク質分解酵素であるプロテアソームにより分解されてしまうため機能しない(右図参照)。
HIF-1αは細胞核内へ移行するとHIF-1β(Arnt)と結合する。HIF-1αのAsp803残基はヒストンアセチル基転移酵素活性を持った分子複合体CBP/p300をDNA上のプロモーター領域である低酸素応答性領域(Hypoxia Responsive Element、HRE)へ運搬し、目的遺伝子の転写を促進する。VEGFもHIF-1αによって産生が促進される分子の一つであり、血管新生の過程に関与する。
また慢性炎症は発癌のリスク要因であり、炎症に関与する転写因子NF-κBの活性化を介してVEGFの産生を亢進させる。

## 血管新生に関与する因子
| 分子名                                                         | 作用機序 |
| -------------------------------------------------------------- | --- |
| 線維芽細胞増殖因子(FGF)                                        | 抗凝固薬であるヘパリンと高親和性を示すペプチド。FGFは細胞膜上のFGF受容体に結合して作用する。FGFは内皮細胞や平滑筋細胞、線維芽細胞の増殖及び分化の過程に関与している。                                                |
| VEGF                                                           | VEGFは二量体の糖タンパク質であり、マクロファージや腫瘍細胞により産生される増殖因子である。VEGFによるシグナル伝達は血管新生において重要な役割を担っている。VEGFは内皮細胞の遊走・増殖及び管腔形成などに影響を与える。 |
| アンジオポエチン                                               | 血管内皮細胞と壁細胞の接着を促進することにより新生血管の安定化に寄与する因子であり、受容体型チロシンキナーゼであるTie-2受容体を介して作用を発現する。                                                                |
| 血小板由来増殖因子(PDGF)                                       | 血管内皮細胞及び線維芽細胞の増殖・遊走に関与している。 |
| トランスフォーミング増殖因子-β(TGF-β)                          | 細胞外マトリックスを構成するタンパク質の産生及び毛細血管腔の形成及びVEGFの発現に関与している。また、TGF-βは平滑筋及び線維芽細胞に対して作用し、PDGFの産生を促す。                                                    |
| マトリックスメタロプロテアーゼ(MMP)                            | MMPは炎症細胞や腫瘍細胞から産生されるタンパク質分解酵素である。MMPは細胞外マトリックスの分解及びVEGFを放出させる役割をもち、血管壁の構造を破壊することにより血管新生の促進に働いている。                             |
| VE-カドヘリン(CD144)、 CD31                                    | 内皮細胞同士の接着に関与する接着分子。 |
| エフリン                                                       | 動静脈の形成に寄与する。また、エフリンは神経系の発達にも関与している。 |
| プラスミノーゲンアクチベータ(ウロキナーゼ)                     | 酵素前駆体であるプラスミノーゲンを活性体であるプラスミンへ変換する反応を促進し、プラスミンによるMMPの活性化を引き起こす。                                                                                            |
| 誘導型一酸化窒素合成酵素(iNOS)、 シクロオキシゲナーゼ-2(COX-2) | iNOS及びCOX-2はいずれも誘導型の酵素であり、iNOSは一酸化窒素(NO)の産生に、COX-2はアラキドン酸代謝物であり血管新生を促進する作用を持つプロスタグランジン類の産生に関与する。                                           |
| 胎盤成長因子(PlGF)                                             | VEGFと構造に相同性があり、主にVEGFと二量体(ヘテロダイマー)を形成することによりその生理作用を発現する。PlGFは生理的血管新生に関与している。VEGFよりも血管新生を促進する作用は弱い。                                   |

## 血管新生の抑制
インターフェロン及びインターロイキン-4はFGFの産生を抑制することにより内皮細胞の遊走・増殖を阻害する作用を持つ。また、p53やPTENなどの癌抑制遺伝子は血管新生を負に制御している。さらに、MMP阻害薬、VEGF受容体阻害薬及びPDGF受容体阻害薬などの薬物や可溶性VEGF受容体は血管新生阻害作用を示す。
サリドマイドが奇形を引き起こすのは、胎児の手足の末端の血管新生が阻害されて十分に成長しないためである。この作用から抗がん剤としての利用が試みられ、日本においては2008年に多発性骨髄腫の治療薬として承認されている。